# Хаммо, Яков Михайлович
Яков Михайлович Хаммо (укр. Яків Михайлович Хаммо; род. 11 июня 1994, Донецк) — украинский дзюдоист и тренер; Мастер спорта международного класса, Заслуженный мастер спорта Украины.

## Биография
Родился 11 июня 1994 года в Донецкой области Украины.
На июнь 2015 года был студентом четвёртого курса Донецкого национального университета, проживает в Киеве, тренируется в киевском клубе «Юный спартаковец». В Донецке остались его родственники.
Один из выдающихся учеников своего первого тренера — Евгения Подолякина. Также тренировался у Станислава Николаевича Логашенко, Сергея Викторовича Дубровы и Виталия Викторовича Дубровы.

## Спортивные достижения
- Бронзовый призёр чемпионата мира среди юниоров (2014).
- Бронзовый призёр чемпионата мира и Европейских игр (2015).
- Победитель молодежного чемпионата Европы (2016).

Завоевав лицензию на Олимпийские игры в Рио-де-Жанейро, уже на Олимпиаде в 1/8 финала проиграл киргизскому спортсмену Юрию Краковецкому.
На чемпионате мира 2021 года, который проходил в июне 2021 года Будапеште в Венгрии, Яков завоевал бронзовую медаль в весовой категории свыше 100 кг, победив в схватке за третьем место грузинского спортсмена Гелу Заалишвили.